# 211P/Hill
211P/Hill, komet Jupiterove obitelji